# Ginter Lazar
Ginter Lazar (ur. 2 kwietnia 1940 w Raciborzu – zm. 26 maja 2004 r. w Hagen) – polski piłkarz, wychowanek Unii Racibórz.
Dwukrotnie zostawał królem strzelców w polskiej drugiej lidze (sezony 1962 i 1965/66). Grał w I-ligowej Unii Racibórz zdobywając 23 gole. W 1974 r. zakończył karierę piłkarską.